# Andouillette
 (juin 2016).
Si vous disposez d'ouvrages ou d'articles de référence ou si vous connaissez des sites web de qualité traitant du thème abordé ici, merci de compléter l'article en donnant les références utiles à sa vérifiabilité et en les liant à la section « Notes et références ».
 (juin 2016).
- Si vous ne connaissez pas le sujet, laissez ce bandeau (vous pouvez alors contacter les auteurs).
- Si vous supprimez le contenu mis en cause (vous pouvez préalablement contacter les auteurs),

argumentez précisément cette suppression dans la page de discussion
(un manque de référence n'est pas un argument ; une recherche réelle de référence doit avoir été effectuée, être formellement documentée).
Pour les articles homonymes, voir Andouillette (homonymie).
L’andouillette est une charcuterie française de forme cylindrique, de longueur variable, très majoritairement élaborée, de nos jours, à partir d’éléments du tube digestif du porc. Elle peut aussi être constituée, en tout ou partie, d'éléments du veau, dont l'intestin grêle. Jusqu'au xxe siècle, elle est confectionnée à base de veau.
L’andouillette, plus petite que l’andouille, est d'une composition et d'une fabrication différentes. En particulier, seule la seconde est fumée.
L’andouillette, qui est commercialisée à cuire ou cuite, doit sa saveur à la matière première, scrupuleusement nettoyée, mais aussi aux aromates, épices, condiments, vins ou alcools dosés selon les recettes. Son goût et son odeur, parfois très prononcés, peuvent surprendre. Sa fabrication et sa commercialisation hors de France restent marginales.
Elles sont parfois présentées dans un enrobant, chapelure, gelée, saindoux, graisse de veau.
Il existe plusieurs dénominations et appellations d'origine liées au lieu de fabrication et aux ingrédients entrant dans sa composition. L'andouillette ne bénéficie ni d'Indication géographique protégée (IGP), ni d'AOC, mais a droit depuis 2016 à un Label Rouge, assez contraignant, dans l'immédiat peu revendiqué (un seul élaborateur début 2017).

## Autrefois, plutôt le veau; aujourd'hui, surtout le porc

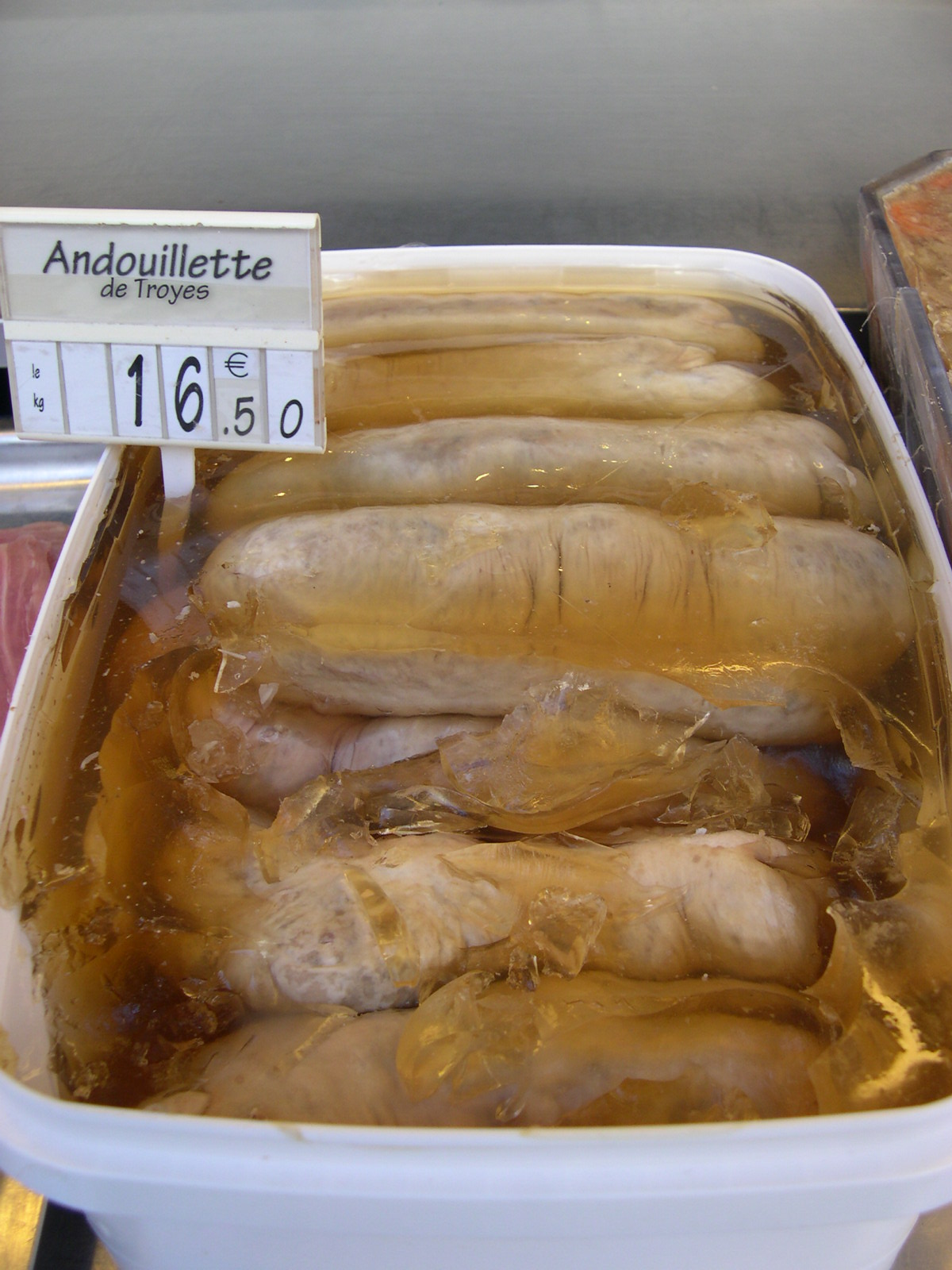
Andouillette de Troyes du commerce présentée en gelée (prix affiché en 2008). Soit par manque de place sur l'étiquette, soit parce qu'elle n'a pas été fabriquée dans l'Aube ou en limite de ce département, il n' y a pas mention : « Véritable » (ce qui obligerait à localisation).

La composition des « saucisses » et « petites andouilles » dénommées familièrement andouillettes fut longtemps très fluctuante et peu réglementée. Rien n’atteste, avant le XIXe siècle, qu'il y eut vente couramment de produits spécifiques sous cette dénomination : les dictionnaires indiquèrent longtemps que le terme désignait de petites andouilles, sans entrer dans les détails.
Diverses recettes de transformations charcutières ou tripières dénommées « andouillette » ont existé et coexisté, la différenciation venant essentiellement du choix des morceaux : parties diverses du veau (autrefois privilégié) et/ou du porc, le mélange des deux étant longtemps usuel.
Les charcutiers de certaines régions françaises, notamment le Cambrésis et le Lyonnais-Beaujolais, utilisèrent plus couramment, parfois exclusivement, des éléments du veau (mais la fraise de veau fut proscrite pour raison sanitaire de la fin des années 1990 à l'été 2015).
Le porc l'emporte depuis un siècle au moins, avec les andouillettes dites « de Troyes » (dont les citations apparaissent au milieu du XIXe siècle) et les produits proches, aujourd’hui les plus répandus. Ces andouillettes sont à l'occasion présentées comme « traditionnelles » ou « à l'ancienne ». Ces qualificatifs longtemps imprécis, relevant du marketing et n'ayant pas de fondements historiques vérifiables, répondent maintenant à certaines normes concernant les matières premières, la cuisson, les additifs autorisés.
L’aspect du produit fini a beaucoup différé, selon les charcutiers, les régions et les époques ; le format, le poids, les présentations demeurent divers encore de nos jours. Un même charcutier, artisan ou (surtout) industriel peut proposer plusieurs produits répondant à la dénomination de vente andouillette.
Les andouillettes présentées, parfois abusivement ou naïvement, comme des « spécialités locales » ont, de fait, évolué dans leur composition au fil du temps, certaines ont totalement disparu. Celles de Villers-Cotterêts, abondamment citées par des journalistes et auteurs d'ouvrages gastronomiques, n'ont eu de réputation que littéraire, grâce à Alexandre Dumas, et ne correspondent à aucune réalité mémorable : il les évoqua dans son Grand Dictionnaire de cuisine fort brièvement, en très lointain souvenir d'adolescence, sans en décrire la saveur.

### L’andouillette actuelle

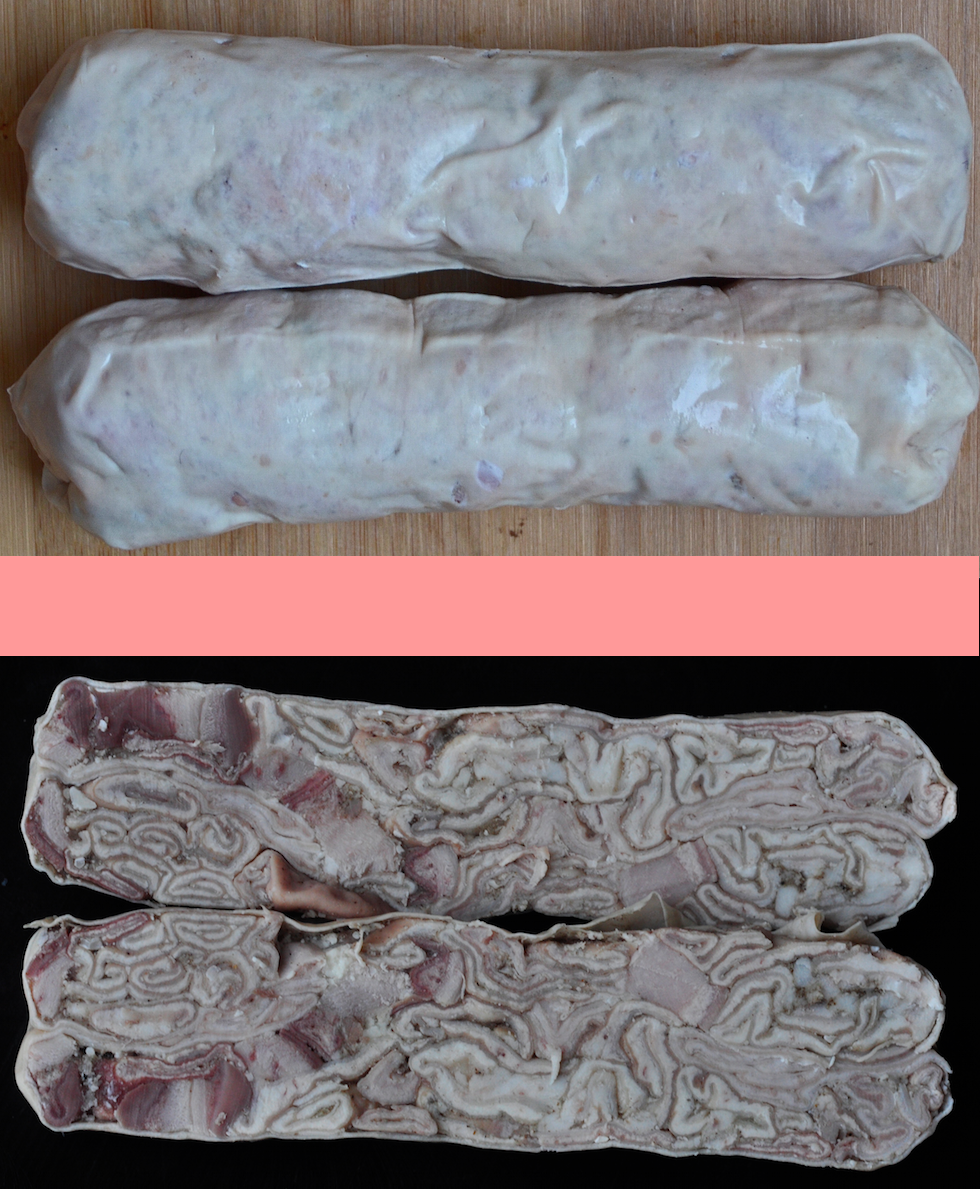
Andouillettes de Troyes (probablement tirées à la ficelle), entières et coupées transversalement pour montrer leur structure. Travail manuel d'artisan charcutier (C.T., Sainte-Savine) : on ne peut embosser ainsi mécaniquement, en série.

Le produit dénommé « andouillette » avait été défini de façon moderne par le décret du 15 avril 1912 pris pour l’application de la loi du 1er août 1905 sur la répression des fraudes. Il énonça de façon assez générale : « Il est interdit […] de mettre en vente ou de vendre sous les dénominations « andouilles », « andouillettes », « boudin », « galantine », « fromage de tête », « hure », des préparations composées d’autres éléments que les viandes, abats et issues de porc, additionnés ou non de viandes, abats ou issues de bœuf, de veau ou de mouton, ainsi que de lait, d’œufs, d’épices, d’aromates et d’oignons. » L'andouillette totalement à la fraise de veau, pourtant traditionnelle ici et là à cette époque, avait cependant été passée sous silence.
Le Code des usages de la charcuterie français actuel, répertoire assez régulièrement actualisé, dénomme et détaille les recettes (matière première, ingrédients). C'est un référentiel important, établi par les organismes professionnels en conformité avec la législation, mais l'évolution de celle-ci aux niveaux européen et français doit être en permanence suivie par les élaborateurs, artisans ou industriels. La dernière modification importante concernant l'andouillette a concerné les éléments provenant du veau (la fraise, autorisée après une longue proscription, ce qui concerne surtout les andouillettes dénommées lyonnaise et de Cambrai, ainsi que l'andouillette à la rouennaise).

#### Depuis 2015, le retour de la fraise de veau
L’épizootie d’ESB, la maladie dite de la « vache folle », entraîna l'interdiction de la consommation de l’intestin du bovin en France de 2000 à 2015, et obligea à interdire les élaborations à base de fraise de veau, communément utilisées en de nombreuses régions. Cela entraîna pendant une quinzaine d'années la disparition ou l’adaptation de traditions bien ancrées : les charcutiers, artisans ou industriels, se faisant une spécialité d’utiliser cette matière première, furent contraints, brutalement, de se tourner vers le porc. La panse de veau, poche de l’estomac, demeura cependant autorisée, et servit parfois d’appoint.
L'interdiction de la fraise, totale depuis la fin des années 1990, a été levée en 2015. Les réserves un instant annoncées concernant le ratis (graisse enlevée par les bouchers) ou bien la fraise-mésentère (repli enveloppant l'intestin grêle de veau ou d'agneau) ont disparu , « la France étant reconnue comme pays de statut à risque négligeable au regard de l'ESB depuis le 4 août 2015 » ; le constat favorable par l'OIE (Organisation mondiale de la santé animale), entraîna la décision de la Commission européenne.
L'autorisation a permis, depuis août 2015, la remise en vente de l'andouillette lyonnaise « traditionnelle » (fraise de veau, éventuellement porc et veau), ainsi que de l'andouillette de Cambrai conforme aux usages traditionnels (fraise de veau exclusivement, sous enveloppe finale du produit issue du porc ou du bœuf)). Moins connue, l'andouillette à la rouennaise est également concernée.
Le retour de la fraise de veau en 2015 fut néanmoins contraint par la rareté, peu d'abattoirs étant capables de fournir de l’intestin de veau bien travaillé.
Les établissements Bobosse (ce fut le surnom d'un charcutier à forte personnalité des années 1960-1970, René Besson, ami de Paul Bocuse), à Saint-Jean-d'Ardières (nombreux points de vente, notamment aux « Halles Paul Bocuse » de Lyon) perpétuent une tradition beaujolaise et lyonnaise qui évolua en raison des contraintes sanitaires imposées de 2000 à 2015, mais demeure « emblématique ». Bobosse a été la première entreprise d'importance à annoncer la reprise de la fabrication d'andouillettes à la fraise de veau, promesse tenue fin août 2015. Le produit, familier aux Lyonnais, qui n'avaient pas oublié une longue tradition, est encore peu diffusé (premier semestre 2016) à l'échelle nationale.

#### Dénominations particulières, mentions diverses
Le Code des usages de la charcuterie, de la salaison et des conserves de viande (chapitre 10.4, Andouillette supérieure) définit plus spécifiquement sept dénominations particulières (édition du code révisée début 2016) :
- « Andouillette de Troyes »,
- « Andouillette de Jargeau »,
- « Andouillette provençale »,
- « Andouillette de Cambrai »
- « Andouillette lyonnaise »
- « Andouillette du Périgord »,
- « Andouillette à la rouennaise »[7],[8].

La mention « pur », suivie de l’indication d’une espèce animale, ne peut être revendiquée que pour les andouillettes élaborées avec la matière provenant d’une seule espèce, porc ou veau.
La mention « authentique » ou « véritable », suivie d’une dénomination géographique, implique obligatoirement que l’andouillette est fabriquée sur un territoire délimité reconnu, ville, canton, département.
On peut ainsi parler d'« andouillette de Vire », d'« andouillette de Chablis », d'« andouillette d'Alençon ».
La mention « à », « aux » (suivie du nom d'un ingrédient) est autorisée si le produit évoqué n'excède pas 40 % de la masse du produit. Par exemple : andouillette au canard.

#### Label rouge
Le label rouge « Andouillette supérieure pur porc » a été officialisé en novembre 2016. Il impose le respect d'un cahier des charges contrôlé régulièrement par un organisme certificateur indépendant,. Ce label, début 2017, n'était revendiqué que par un opérateur normand, Amand terroir. Une production potentielle de 100 tonnes était alors considérée envisageable. Selon l'Institut du porc : « En termes de qualité, cette andouillette se démarque grâce à des critères précis : utilisation de viandes (estomac et chaudin complet) de porcs exclusivement Label Rouge, interdiction d’avoir recours au hachoir pour la découpe [...] Elle est cuite dans un bouillon de légumes et de plantes aromatiques, pendant au moins 7 heures. Cette cuisson lente favorise la conservation des saveurs et la bonne cohésion des morceaux lors du refroidissement. [...]. »

#### Diplôme AAAAA

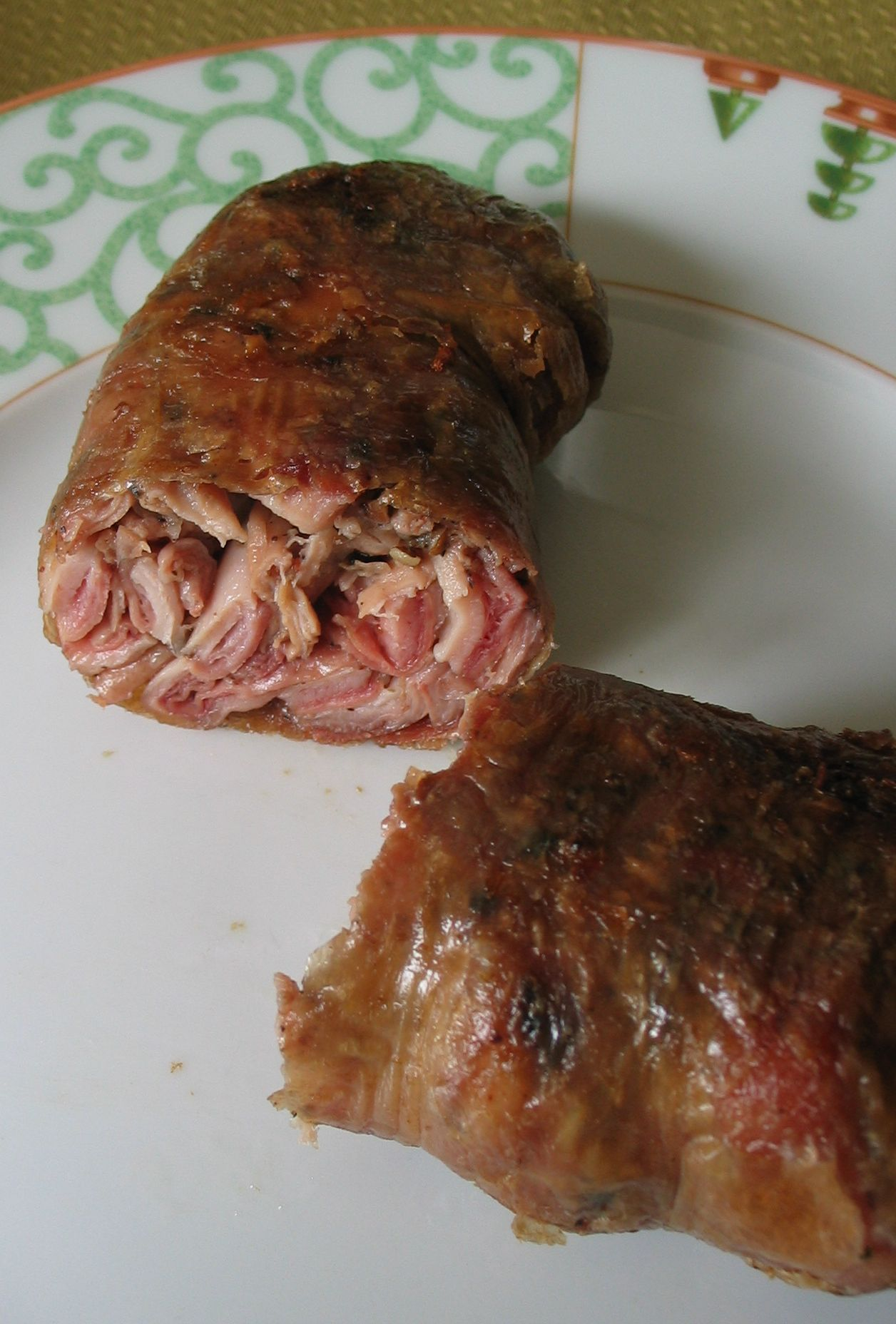
Andouillettes cuites.

L’Association amicale des amateurs d'andouillettes authentiques, souvent dite « 5A », créée au début des années 1960, décerne le diplôme « AAAAA » (valide deux ans) à des charcutiers fabriquant des andouillettes jugées par son jury de grande qualité. Ce diplôme, ostensiblement revendiqué par les titulaires, a surtout été accordé à des andouillettes plus ou moins de « type Troyes », mais n'est pas réservé au « pur porc ».
La majorité des lauréats sont artisans, mais quelques industriels sont aussi récompensés pour leur haut de gamme, ainsi que pour le produit phare d'une petite entreprise rachetée.
Il arrive que le diplôme aille à des restaurateurs prêtant particulièrement attention à l'andouillette, cela reste cependant très marginal et les modalités d'attribution n'ont jamais été définies précisément par l'association.

## Artisans et industriels
La France semble être la seule nation vraiment productrice d’andouillettes, dont la vente globale (nationale, pratiquement pas d'exportation) a tendance à baisser.
Il est rapporté, sans aucune référence, qu’il s’en serait fabriqué au Vietnam, ainsi qu'en Louisiane dans le cadre de la cuisine cadienne : allusion probable à des produits embossés comportant des éléments du tube digestif de porcs et/ou de bovins.
Un Japonais restaurateur-cuisinier à Kyoto, Masaki Kubo, familier de la France, élabore lui-même les andouillettes qu'il propose dans son restaurant, le « Bistrot bons morceaux », mais il s'agit d'une production infime (récompensée par le diplôme, renouvelé, de l'AAAAA).

### CNCT, FICT
Les artisans charcutiers traiteurs regroupés au sein de la CNCT (Confédération nationale des charcutiers-traiteurs) ne proposent pas forcément des andouillettes de leur propre fabrication (d'ailleurs peu ou pas traditionnelle dans certaines régions, comme l'Alsace et la Lorraine). Beaucoup sont revendeurs, principalement à Paris ; certains fabriquent à l'occasion, mais irrégulièrement, et achètent le plus souvent à des industriels (parfois leur haut de gamme primé, pour pouvoir proclamer en vitrine ou sur quelque panneau qu'ils proposent un produit AAAAA dont ils négligent fréquemment de préciser l'origine), d'organisation et de production (plus d'une quinzaine ou d'une vingtaine d'employés), ils ne sont pas fondamentalement différents des petits industriels.
L’élaboration industrielle est de très loin la plus importante, pour la quantité produite, certains groupes ayant pris de l’ampleur et s'étant diversifiés.
La FICT (Fédération professionnelle représentative des industries charcutières) indiquait une production d'un peu moins de quinze mille tonnes en 2009. La profession a souffert en 2011-2015 de l'augmentation du prix des matières premières achetées dans les abattoirs, de la difficulté de trouver des fournisseurs, de la stagnation des prix de vente et de la pression de la grande distribution, d'une certaine méconnaissance du produit par la population jeune : le marché recule en volume et en valeur.
Les grandes enseignes maintiennent une pression très dure sur les industriels qui fabriquent des andouillettes, exigeant souvent d'eux des prix impensables pour la production de qualité 5 A[style à revoir].

### Des leaders
Quelques producteurs industriels et gros artisans, de taille inégale et proposant tous d’autres produits, dominent le marché national de l’andouillette (qui n’est pas exportée de façon significative). Ils fournissent des grossistes, la grande distribution, des brasseries et restaurants.
Ces entreprises, qui relèvent de la FICT, fournissent soit directement, avec des représentants, soit par quelque filiale ou l'intermédiaire de grossistes de nombreux restaurants et brasseries, des chaînes de restauration, de grandes enseignes de distribution, dans toute la France.

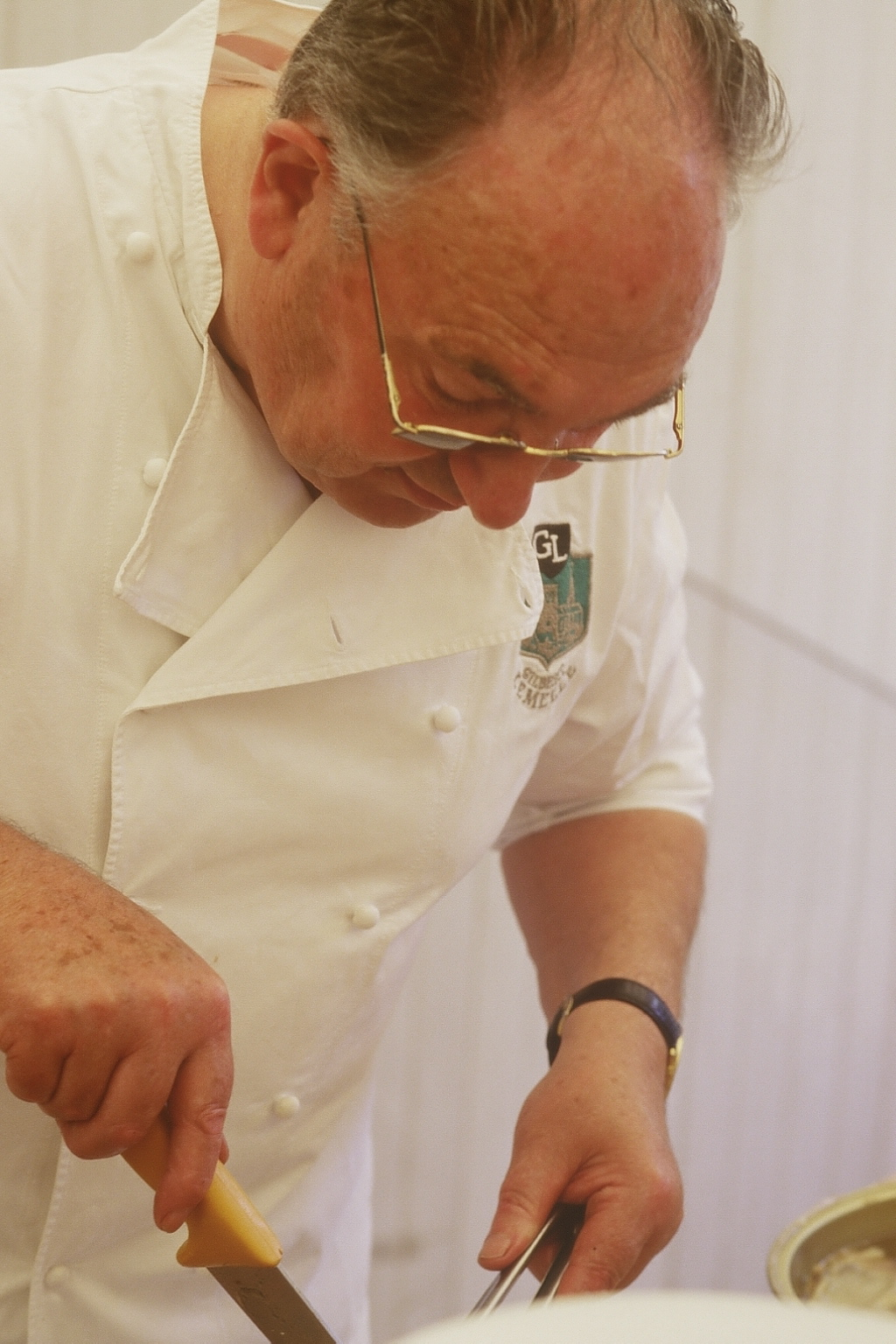
Gilbert Lemelle.

L'entreprise Gilbert Lemelle-AT France, implantée en lisière de Troyes, pour son haut de gamme décliné en plusieurs formats de sa production, et plusieurs autres marques du groupe Popy (à Jully-sur-Sarce avec Père Duval et La Champenoise, à Vire, avec Amand-Terroir et Paul Danjou, à Montreuil-Bellay avec Bernaudeau) ont obtenu et conservé le « label » AAAAA, valable deux ans, renouvelable après dégustation, qui les singularise dans la catégorie « industrie charcutière ». Début 2007, un article de Périco Legasse, dans Marianne présentait l’entreprise Gilbert Lemelle-AT France, comme produisant « vingt millions d’andouillettes à l’année ». Depuis un quart de siècle, le haut de gamme de cette maison familiale, considérablement développée dans les dernières décennies du siècle dernier, obtient régulièrement le diplôme de l'AAAAA (Gilbert Lemelle fut le premier industriels lauréat 5A[réf. nécessaire]). Dans le Dictionnaire amoureux de la gastronomie, où il évoque Simon Duval, le charcutier autrefois vedette de Drancy, Christian Millau rapporte que « Benoît Lemelle, un ancien ingénieur des mines — le seul en France à être charcutier — règne avec son frère Dominique sur le marché de l’andouillette industrielle, avec une partie « haut de gamme » (andouillette de Troyes) dont on ne discute pas la qualité. » Le groupe Lemelle est implanté en région parisienne et en Bretagne, mais l'importante unité produisant les andouillettes demeure celle de Troyes-Les Écrevolles : le site avait été choisi par Gilbert, le père des dirigeants actuels, à l'origine modeste artisan, lui-même fils de charcutier.
Les entreprises du groupe d'origine iséroise Popy, considérablement développé depuis le début de l'actuel millénaire par Laurent Jolivet, fabriquent des andouillettes de différents types. C'est sur le site de Jully-sur-Sarce (Aube) que sont élaborées les andouillettes de Troyes Père Duval et La Champenoise, diplômées 5A (la marque Père Duval fut cédée par l'artisan-charcutier Simon Duval lorsqu’il ferma sa pittoresque boutique très réputée de Drancy). Chédeville, également acquis et développé par Laurent Jolivet, développe une activité charcutière importante, sur son site de Morangis, et distribue les andouillettes. Bernaudeau, de Montreuil-Bellay, qui a reçu l'autorisation d'exporter sur le marché chinois en 2015.
La société Amand Terroir (ex-groupe Amand-Bianic), qui fabrique à Vire des andouillettes (andouillettes de Troyes, de Vire) et des andouilles, a acquis depuis 2014 la maison artisanale viroise Paul Danjou, qui conserve une relative autonomie (boutique en ville). Cet ensemble a été intégré depuis le printemps 2017 au groupe Popy, fédérateur de moyennes et petites entreprises jadis indépendantes.

### Des artisans entreprenants
La clientèle des agglomérations dont la tradition tripière et charcutière inclut l'andouillette est fidèle à des élaborateurs artisanaux, dont la production, encore locale, éventuellement importante, tend parfois à croître fortement (succursales, présence sur les marchés, vente aux restaurants, sites web) : par exemple Thierry à Sainte-Savine, Maury à Troyes, Sibilia à Lyon, Bobosse à Saint-Jean d'Ardières, Hardouin à Vouvray, Girardeau à Saumur, Alexandre Aufradet à Nemours.
Une entreprise artisanale de Chablis, « Colin », a pris de l'importance (2015 ; dix-huit employés) avec l'acquisition du laboratoire d'un autre charcutier chablisien et un développement sur Auxerre (boutique, marché). Il en va de même à Saumur avec le développement récent (2015-2016) de Girardeau.
Même essor depuis un quart de siècle à Vouvray, avec Hardouin, également gros traiteur (charcuteries à Vouvray, dans le bourg, alors que le site de production est sur le plateau ; points de vente à Tours, notamment au marché, vente à des charcutiers du Val de Loire et de la région parisienne). La maison, cédée à Julien Garnier par les frères Hardouin, charcutiers très réputés, il y a une dizaine d'années, est toujours titulaire du diplôme 5A pour une andouillette « tirée à la corde ».
En raison des contraintes (locaux et hygiène, coût de la main-d'œuvre, manque de formation du personnel), le nombre de charcutiers élaborant eux-mêmes a fortement diminué dans les grands villes, notamment à Paris.

## Une importante diversité de fabrication

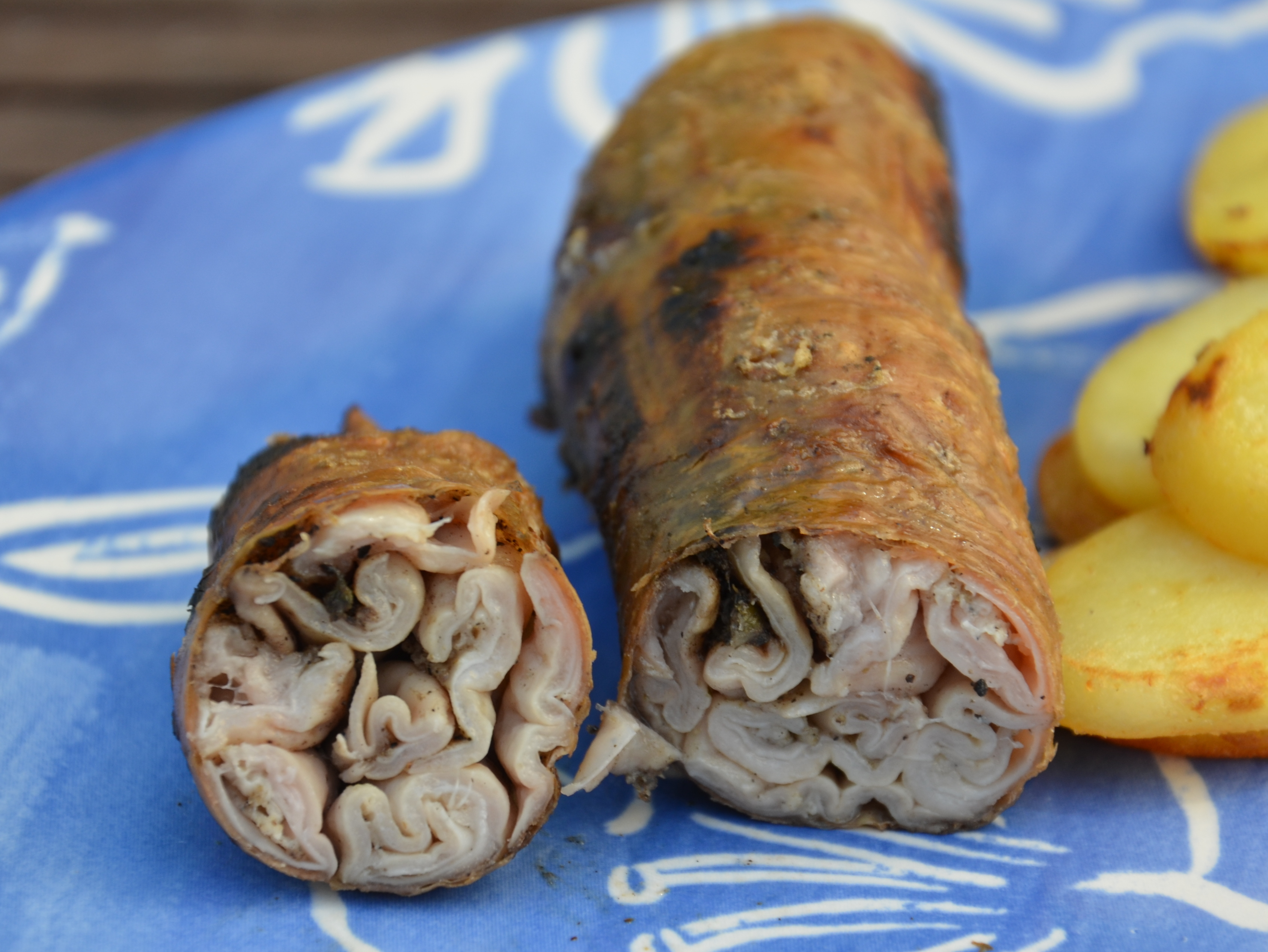
Andouillette à la ficelle de chez M. Champion, boucher à Yzeures-sur-Creuse, cuite au barbecue.

La gestion par ordinateur de la fabrication et une mécanisation du « process » se sont imposées chez les gros producteurs depuis les années 1990, pour fournir les revendeurs et la grande distribution. L'élaboration totalement manuelle, se perpétue avec la production d’artisans charcutiers et le haut de gamme de la production industrielle : on parle alors d'andouillettes « dressées à la main », voire, chez certains artisans, « tirées à la ficelle ».
Cette méthode « à la ficelle », probablement moins pratiquée que le laissent entendre de nombreux articles, consiste à lier ensemble par leur extrémité les viandes taillées en lanières pour les tirer à travers le boyau destiné à les contenir. Elle demande une expertise, de la disponibilité, et ne permet en aucun cas de production en masse rentable (en général quelques dizaines d'andouillettes par semaine, exceptionnellement quelques centaines avec une petite équipe entraînée, la mécanisation de ce procédé étant impossible). C'est en ouvrant une andouillette ou une grosse portion d'andouillette dans le sens de la longueur que l'on peut vérifier si elle a été tirée « à la ficelle » (ou « à la corde », comme on fait et dit à Vouvray) : la disposition est plus ordonné, plus étirée, plus régulière. Elle témoigne d'une réelle attention, d'un entraînement, pas obligatoirement d'une meilleure saveur.
Malgré la relative banalisation des dernières décennies, le plus souvent sur le modèle « andouillette de Troyes », divers types d'andouillettes sont toujours fabriqués selon des recettes supposées locales, plus ou moins anciennes, dont l'origine est rarement référencée.

## Modes de préparation par le consommateur

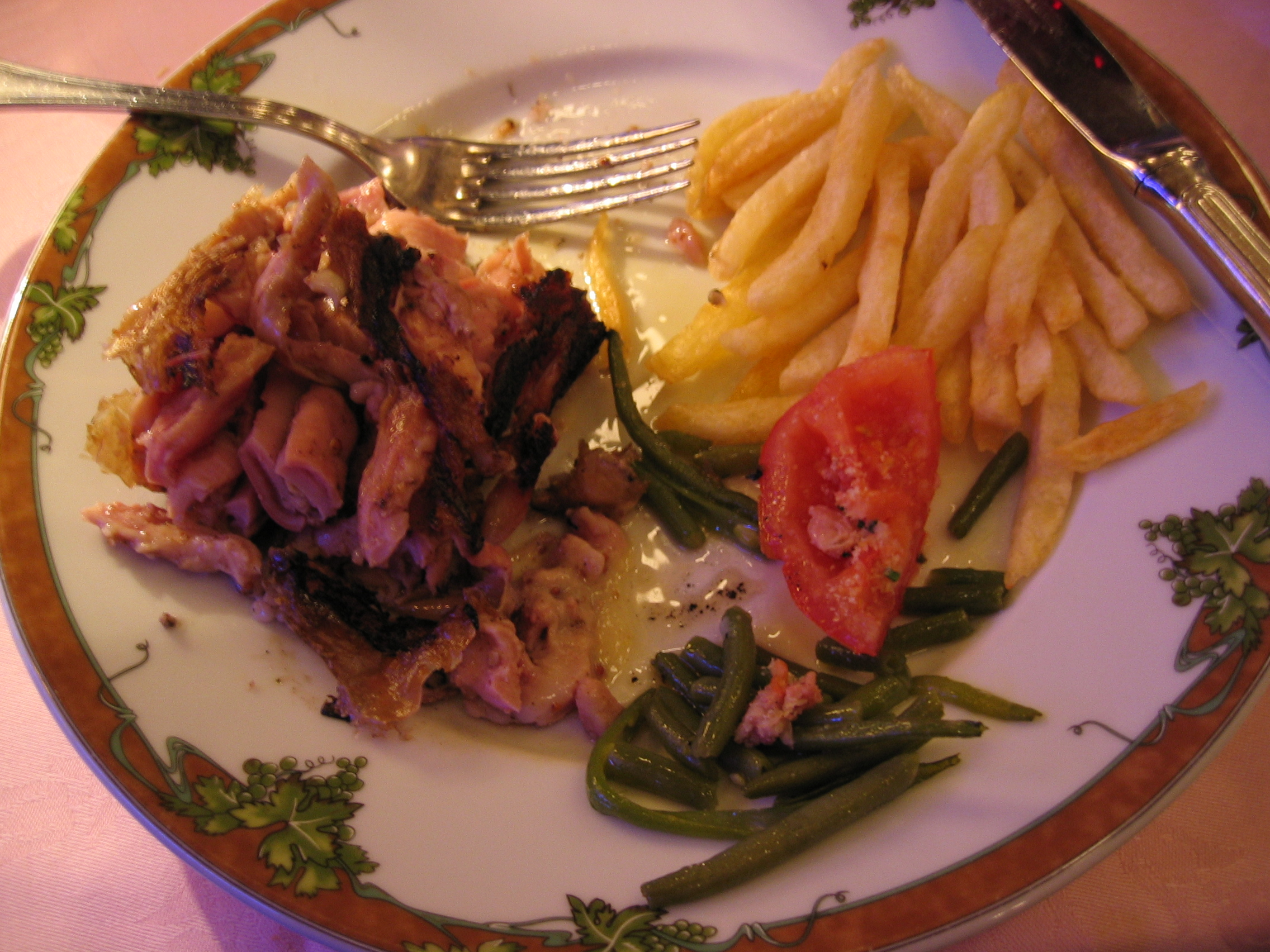
Andouillette chaude servie avec des frites et des haricots verts.

Les modes de préparation de l’andouillette, achetée par les consommateurs déjà cuite, sont nombreuses : elle peut être grillée (souvent au barbecue), poêlée, passée au four, réchauffée à la plancha.
En raison de la popularité du barbecue, les ventes (artisans, industriels, ces derniers très mobilisés et attentifs à la météo) augmentent considérablement pendant l’été. Cette façon de cuire nécessite vigilance et patience, les andouillettes mal surveillées sur un feu trop vif risquant d'être exagérément grillées en surface, voire un rien carbonisées, tout en restant à peine tièdes à cœur. Les produits très bas de gamme, dont la vente augmente considérablement lorsqu'il fait beau (ils apparaissent alors en grandes surfaces avec des prix parfois inférieurs à 10 € le kilo en 2016), éclatent souvent.
Certains restaurateurs familiers du produit privilégient la cuisson sur la plancha, suivie, selon opportunité du service, d'un passage prudent sous la salamandre.
Les andouilles soumises au jury de la 5A (AAAAA) sont le plus souvent poêlées à l'occasion des dégustations, mais la plancha n'est pas exclue (au Clou de Fourchette, chez Le Père Claude).
Les accompagnements le plus souvent proposés : frites (majoritairement au restaurant), purée, haricots verts.

### L’andouillette dans la restauration

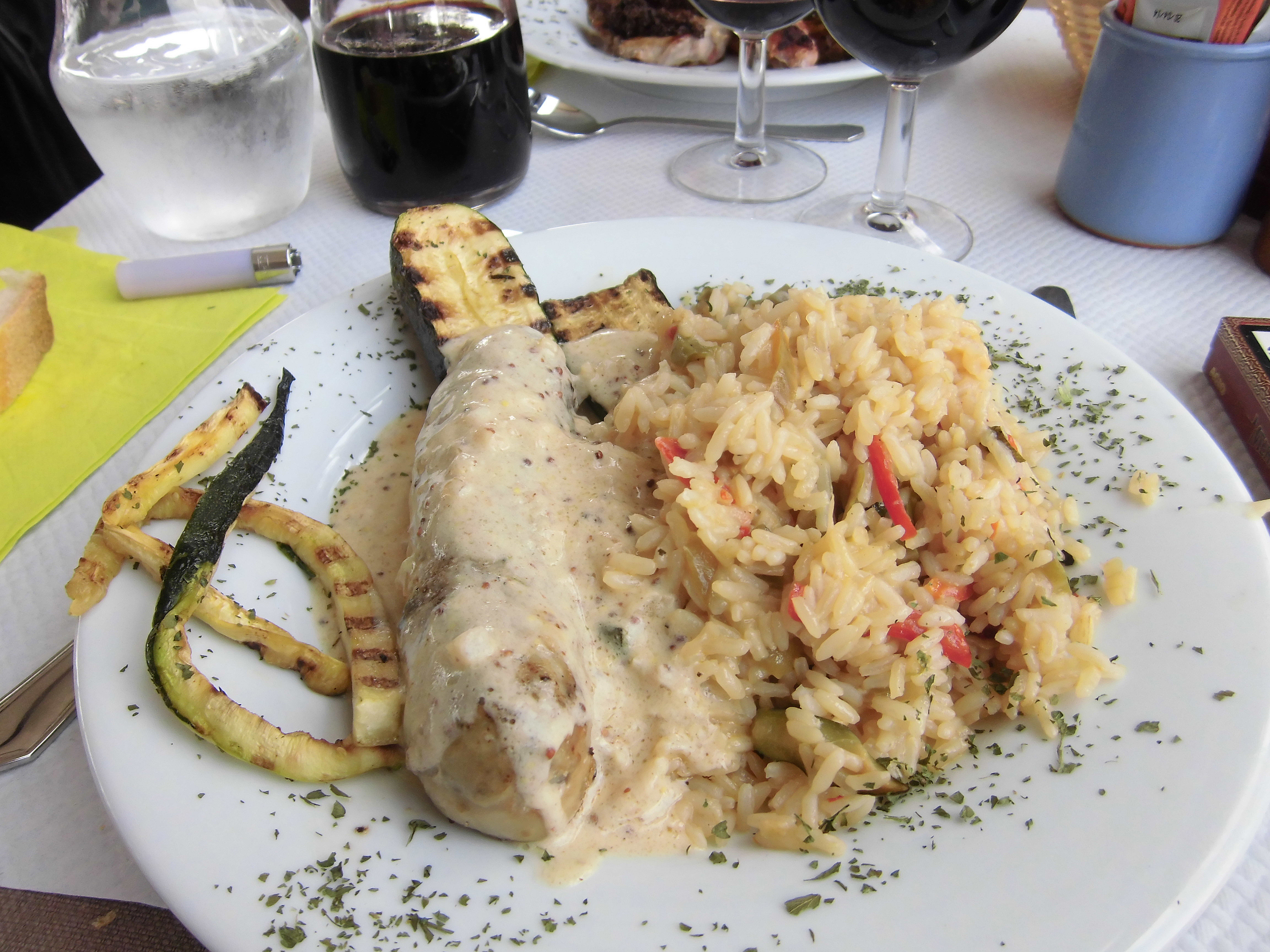
Andouillette à la provençale, riz et courgettes, dans le Bistrot de Pays de Caseneuve

En France métropolitaine, et notamment à Paris, un grand nombre de brasseries, d'établissements de chaînes et de bistrots servent communément de l’andouillette, souvent en mentionnant le « label » AAAAA sur leur carte... sans pour cela s'obliger à citer le nom de l'élaborateur.
Très peu de restaurants valorisent l’andouillette avec des préparations originales. Les accompagnements sont médiocrement diversifiés : les frites, avant tout, purée et haricots verts aussi proposées assez souvent. 
Marc Haeberlin, le grand chef alsacien « trois macarons » au Michelin, avait établi une recette d’andouillette à la bière, testée avec une andouillette de Troyes AAAAA provenant de chez Lemelle (l’Alsace ne fabrique pas d’andouillettes). Les préparations simples au vin, par exemple de chablis, vouvray (relativement sec), sont nombreuses. Pour des raisons de prix de revient, et parce qu'une bonne qualité suffit gustativement, elles ne sont en principe pas réalisées avec un coûteux grand ou premier cru. Les andouillettes naguère produites à Drancy par Simon Duval furent longtemps servies avec de l’aligot au restaurant parisien « L'Ambassade d’Auvergne », au siècle dernier. Le restaurant « Le Passage », sous l’égide de Soizic de Lorgeril, au milieu des années 1990, donna, passage de la Bonne-Graine, à Paris, un exemple vraisemblablement resté inimité : la carte proposait huit sortes d’andouillettes (notamment celles de Lemelle, Hardouin, et Simon Duval, ce dernier alors en exercice), poêlées, avec gratin dauphinois, purée de pois cassés ou lentilles, ainsi qu’une fricassée d’andouillettes « à l’ancienne », à la crème et au vouvray. Cela avait été salué par le jury de l’AAAAA.

Les andouillettes de Troyes de l’Aubois Christophe Thierry sont proposées dans plusieurs restaurants bars à vins de Paris et à Troyes, celles de la maison Hardouin, souvent dites « de Vouvray », figurent sur plusieurs cartes du Val de Loire et de la région parisienne.

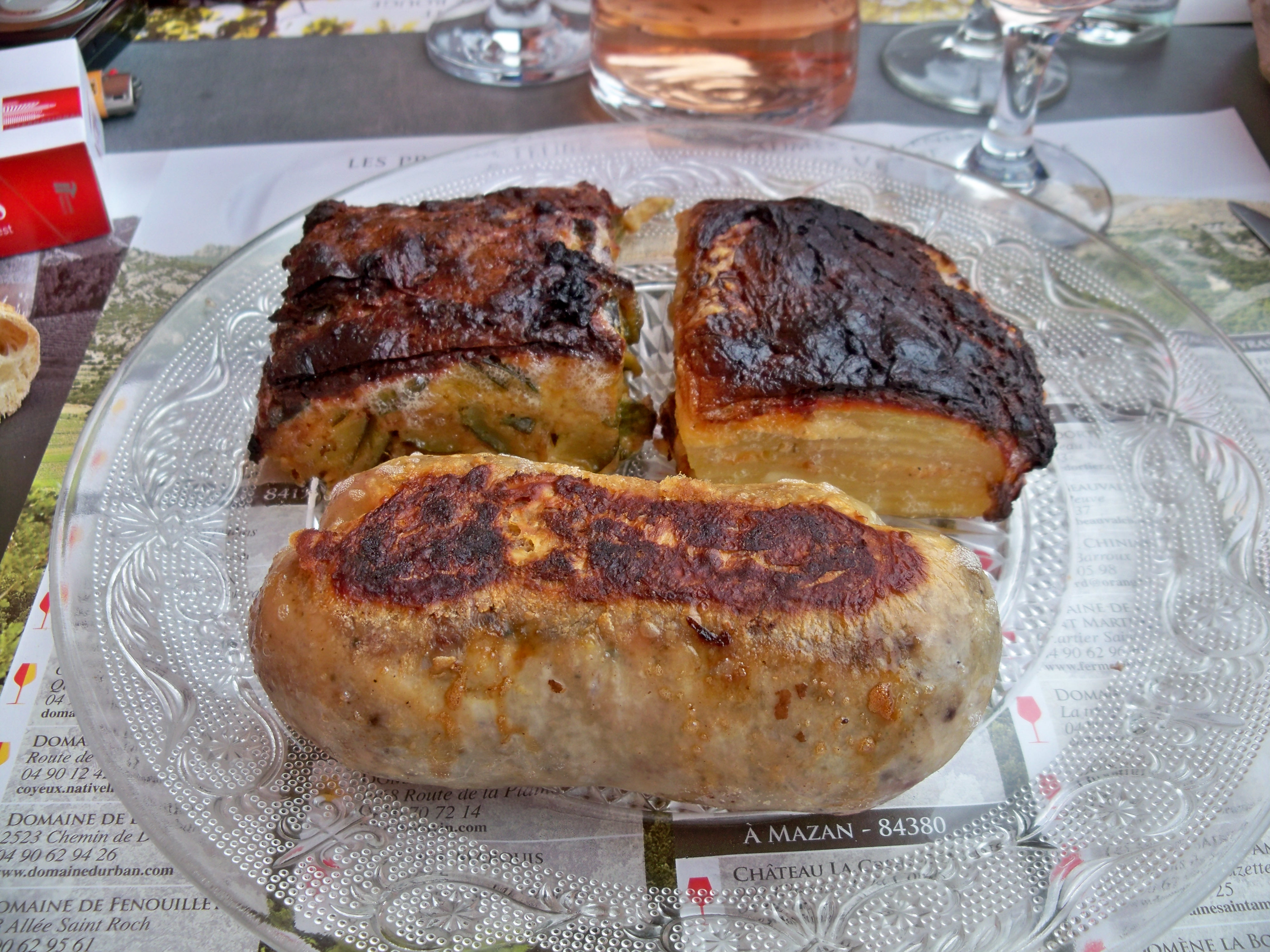
Andouillette et gratin dauphinois.

Pierre-Brice Lebrun, dans son ouvrage L'Andouillette de Troyes, édité en 2008, donnait les adresses de restaurants servant des andouillettes élaborées par des lauréats AAAAA à l'époque de la publication (diplômes valables deux ans). Ce petit livre, très documenté et nourri d'anecdotes plus vérifiées qu'à l'accoutumée, est toujours de consultation utile, et seul de son genre.

## Qualités gustatives et olfactives
L'andouillette "pur porc" a fréquemment un goût assez puissant, qualifié de "musqué" par le Guide Michelin, goût, très variable selon les charcutiers élaborateurs, reflétant autant et plus celui des ingrédients (poivre, quatre épices, anis, vin, moutarde, oignon, condiments très divers, etc.) ajoutés pendant l'élaboration que celui des chaudins, depuis longtemps très nettoyés (il en alla sans doute très différemment au début du siècle dernier), et de la panse, les matières de base prescrites par le Code des usages de la charcuterie. La saveur est bien moins marquée lorsque l'andouillette est uniquement fabriquée à base de fraise de veau, comme c'est l'usage dans le Lyonnais, dans le Nord, ou à base de fraise de veau et de chaudins de porc.
L'odeur, également prononcée, mais très inégalement selon les fabricants, a la réputation de n'être pas appréciée des enfants,, voire des femmes et des étrangers, notamment anglo-saxons, de telle sorte que des recettes sont, très marginalement, proposées pour la masquer et rendre le goût plus acceptable des non-initiés,,.
Le produit est le plus souvent soit très estimé, soit détesté, comme le souligna le chroniqueur Vincent Ferniot dans une longue émission de Sud-Radio au printemps 2019.

## Histoire et évolution
Le substantif « andouillette » entre dans le langage au Moyen Âge, comme diminutif d’« andouille ».
Le mot désigna de « petites andouilles », des élaborations culinaires destinées à la garniture quasi décorative de plats (voir L'Art de bien traiter du méthodique et anonyme L.S.R., paru en 1674, notamment ci té par Philippe Gillet dans Le Goût et les Mots, Littérature et gastronomie, 14e-20e siècle.
Il n’apparaît dans aucun manuscrit du Ménagier de Paris (vers 1393), dont l’auteur anonyme décrivit dans le détail les andouilles (« andoulles ») « faites avec le boyau culier et d’autres gros boyaux, dans lesquels on insère d’autres boyaux ».
Le Dictionnaire Larousse étymologique et historique du français, qui évoque l'andouillette dans la notice « andouille », signale son apparition au milieu du XVe siècle. Il rappelle que le mot « andouille » dérive du latin populaire inductile, « ce que l'on introduit » (dans le boyau), de inducere, introduire.
Le Dictionnaire de l'Académie française, dans sa neuvième édition, indique également que le mot était mentionné au XVe siècle. Le dictionnaire Le Robert ne remonte pas au-delà de 1680, année de parution du premier dictionnaire en français, celui de César-Pierre Richelet, qui évoquait une chair de veau hachée et roulée ordinairement en ovale. Le Robert historique, outre 1680, indique comme première attestation 1451, « comme nom propre, andoilette »
Les définitions des éléments entrant dans la composition de l'andouille et de l'andouillette, les graisses (ratis) et enveloppe de boyaux (mésentère), ont varié depuis le Dictionnaire universel de Furetière (1690) et le Nouveau vocabulaire français des De Wailly (années 1820) : il y eut confusion totale, à l'origine, entre le boyau et la fraise qui l'entoure et le maintient.
Dans l’Histoire naturelle et morale de la nourriture, parue en 1987, Maguelonne Toussaint-Samat suppose, sans citer de références : « Les spécialités gauloises autres que le jambon faisaient prime chez les charcutiers romains […] L’andouillette pouvait se fumer et les Gaulois préparaient un boudin sans pareil [...] » Elle ne précise pas quelle acception elle donne au mot andouillette.
Jean-François Decraene évoque les « andouillettes de Sainte-Savine » dans Le Tour de France par un gourmand : « La tradition de l’andouillette se perpétue depuis les temps gaulois qui la préparaient (sic) fumée farcissant le chaudin de tripailles hachées menues... »

### Étymologie
Le Dictionnaire de l’Académie française a fait évoluer sa définition, qui demeure imprécise par rapport aux législations française et européenne actuelles (premier tome de l’édition en voie d’achèvement, publié en 1992) :
Andouillette. n. f. XVe siècle. Diminutif d’andouille. Andouille de petite taille, garnie d’un hachis assez fin, que l’on consomme chaude. Une andouillette grillée.
Les « Immortels » avaient défini l’andouillette comme une élaboration à base de veau, avec constance, jusqu’à la huitième édition, celle de 1932 :
- en 1694 : Andouillette. s. f. Chair de veau hachée & ramassée en forme de petite andoüille. Un potage garny d’andoüilletes.
- en 1835 : Andouillette. s. f. Chair de veau hachée et pressée en forme de petite andouille.
- en 1932 : Andouillette. n. f. Petite andouille.

L’édition de 1694 donnait une définition de l’andouille de Troyes proche, sans les détails, de celle officiellement admise actuellement pour l'andouillette de Troyes (cf. Code des usages de la charcuterie): « Boyau de porc remply, farcy d’autres boyaux ou de la chair du mesme animal ».
Le Littré en resta à : « petite andouille faite avec de la chair de veau ».

### Autres dictionnaires et glossaires
Une mise à jour de l’encyclopédique Larousse gastronomique avait été effectuée en 1983 sous la direction de Robert J. Courtine, l’un des fondateurs de l’AAAAA, par ailleurs célèbre chroniqueur gastronomique du quotidien Le Monde, où il signait La Reynière. Ce dictionnaire accorda une importante notice à l’andouillette et à ceux de ses accompagnements qu'affectionnait Courtine : « Andouillette. [...] Plusieurs régions fabriquent des andouillettes réputées. Celle de Troyes, pur porc, de consistance onctueuse, est préparée avec des chaudins et des panses découpées de manière assez large. Celle de Cambrai est généralement pur veau (fraise, caillette et panse). L’andouillette lyonnaise est faite de fraise de veau, avec parfois un peu de panse de porc, et l’andouillette provençale associe tripes de porc et gorge non découennée, en lamelles minces. Quant à l’andouillette à la rouennaise, plus sèche, elle est faite de boyaux de porc sans panse et de fraise de veau. Traditionnellement servie avec de la moutarde, l’andouillette est garnie de pommes frites, de haricots rouges, de lentilles, d’une purée de céleri, de pommes fruit ou de chou rouges. À Strasbourg, on la sert sur un lit de choucroute. [...] » Philippe Gillet, dans le glossaire de son ouvrage mêlant propos de table et solide documentation historique, Le Goût et les Mots, Littérature et gastronomie, XIVe – XXe siècles, donna cette définition :

« Andouillette. Toute peau fine ou vessie de petite taille, remplies de hachis […]. Nous ne voulons plus connaître aujourd’hui que les andouillettes de porc, mais il existait toutes sortes d’andouillettes, et en particulier de poisson. »

Ce à quoi Jean-Pierre Coffe répondit deux ans après, dans Le Bon Vivre :

« Dieu merci, l’andouillette est protégée depuis le 15 avril 1912. Sa composition précise est répertoriée par les usages charcutiers. On ne trouvera donc jamais d’andouillette de langouste – alors qu’il existe des boudins de poissons ou de crustacés » »

### Anecdotes
L'andouillette est souvent dite d’origine « ancestrale » et présentée comme une élaboration traditionnelle depuis des temps reculés, cela sans références. Le produit, « typiquement français », fait l'objet de dires non vérifiés[réf. nécessaire].
Sans citer de références, ni prévenir qu'il s'agit de petite histoire de propagation assez récente, l’office de tourisme de Troyes, ville dont le nom est souvent attaché à l’andouillette, affirma sur son site officiel (été 2010) :

« En l’année 878, Louis II — dit Le Bègue —, s’étant fait couronner « Roy de France » à Troyes, offrit, lors de la disnée, des andouillettes ! 1560 : l’Armée royale franchit les remparts de Troyes pour reprendre la ville aux Ligueurs, commandés par le duc de Guise, gouverneur de Champagne. Mais les soldats royaux se dispersent dans le quartier Saint-Denis, et s’attardent un peu trop dans les maisons des tripiers, à la recherche des fameuses andouilles (sic). Les Ligueurs surprennent alors ces soldats en maraude, et les boutent hors de Troyes ! Le Roi Soleil, Louis XIV, revenant d’une campagne en Bourgogne, s’arrête dans la ville pour y déguster la charcuterie troyenne, déjà renommée dans le royaume. Et, en 1805, Napoléon Ier en fut « impérialement » comblé ! »

À cette série d'affirmations non référencées s'ajoutait une évocation partiellement erronée de l'association AAAAA, dont le diplôme (encore valable en 2015) était alors décerné à deux élaborateurs industriels et à un artisan charcutier de l'Aube.
Gilles Pudlowski, qui reprit certaines de ces anecdotes dans Les Trésors gourmands de la France, se réfère (sans davantage citer de référence exacte) au chroniqueur Jean Froissart :

« En 1389, [il] conte qu’Isabeau de Bavière et Valentine de Milan s’en délectent à l’occasion de leur visite dans le fief des comtes de Champagne. »

Le romancier, poète et chroniqueur gastronomique Charles Monselet, fondateur-directeur du Gourmet : journal des intérêts gastronomique, dédia à l’andouillette l’un de ses Sonnets gastronomiques, réunis dans Le Plaisir et l'amour en 1865 (avec, entre autres, Le Godiveau, La Choucroute, Le Cochon). Un poème très souvent cité en coupé-collé :
Dédaignons la mouillette

Et la côte au persil.

Crépine sur le gril,

Ô ma fine andouillette.

Certes, ta peau douillette

Court un grave péril.

Pour toi, ronde fillette,

Je défonce un baril.

Siffle, crève et larmoie,

Ma princesse de Troyes,

Au flanc de noir zébré.

Mon appétit te garde

Un tombeau de moutarde

De Maille ou du Vert-Pré.
Alexandre Dumas, dans son Grand Dictionnaire de cuisine (manuscrit de 1870, parution 1873) : « Les meilleures andouillettes que j’ai mangées, et je n’en excepte pas celles de Troyes, sont les andouillettes de Villers-Cotterêts. Le charcutier qui les fabrique se nomme Lemerré et demeure en face de la fontaine. »
(La charcuterie évoquée a depuis très longtemps disparu : il n'en subsiste aucune trace, ni mémoire locale. Dumas, petit-fils d'aubergiste par sa mère, avait quitté Villers-Cotterêts à 20 ans et terminé l'ouvrage, pittoresque et peu fiable, quelques mois avant sa mort.)
Joris-Karl Huysmans, dans Marthe, histoire d’une fille, paru en 1876 (réédition 2002, Les Éditions de Paris) : « À part une tourbe de riboteurs qui venaient se repaître de galimafrées d’andouillettes et de tripes à la mode de Caen, la grande salle était déserte. »
Christian Millau consacre un chapitre à l'andouillette dans Dictionnaire amoureux de la gastronomie. Il en parle comme d’une friandise porcine, se rappelle avec émotion une dégustation d’andouillettes de Simon Duval au Pactole, chez Jacques Manière (l’un des restaurateurs pionniers de la « nouvelle cuisine »), cite un étonnant élaborateur disparu, Jacques Menard, et l’ingénieur des Mines maintenant charcutier Benoît Lemelle.
Rappelant que son médecin prenait l’air peiné lorsqu’il lui confiait : « J’adore l’andouillette », il précise :

« L’andouillette n’est pas un engin de mort. Grillée, elle ne compte pas plus de trois cents calories, moins que du boudin, du jambon cru ou du saucisson sec. Ce sont les frites qui font grimper l’addition… » et d’ajouter : « De toute façon, je n’allais pas, nouveau Titus, dire adieu à ma Bérénice. L’andouillette et moi, c’était une trop belle histoire d’amour. »

Pierre-Brice Lebrun, auteur du seul livre existant aujourd'hui sur l'andouillette de Troyes a retrouvé à la BnF un manuscrit original de 1590 : c'est la plus ancienne mention de la présence de l’andouillette à Troyes. Il conteste également dans son ouvrage beaucoup des anecdotes véhiculées sur l'andouillette, à Troyes et ailleurs.